# Karl Müller (Astronom)
Karl Müller (* 22. August 1866 in Franzensbad, Böhmen, Österreich-Ungarn; † 23. Oktober 1942 in Wien) war ein österreichischer Staatsbediensteter (Regierungsrat) und Amateurastronom.
Trotz naturwissenschaftlicher Neigung absolvierte er ein Studium der Rechtswissenschaft in Prag und war seitdem Mitglied der Burschenschaft Ghibellinia Prag. Nach dem Abschluss seines Studiums war im Handelsministerium in Wien tätig. 1922 wurde er vorzeitig pensioniert und widmete sich im Anschluss der Erforschung des Mondes.
Gemeinsam mit Mary Adela Blagg schuf er als Ruheständler 1935 für die Internationale Astronomische Union (IAU) die erste einheitliche und international gültige Nomenklatur für Mondkrater. Müller lebte in Wien.
Nach ihm wurde der Mondkrater Müller benannt.

## Werke
- mit Mary A. Blagg: Named lunar formations. 2 Bände (Bd. 1: Katalog; Bd. 2: Karten). P. Lund – Humphries & Co, London 1935.